# Хронометр

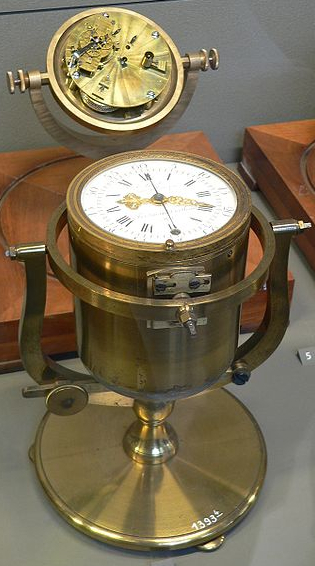
Хронометр, 1777, Париж

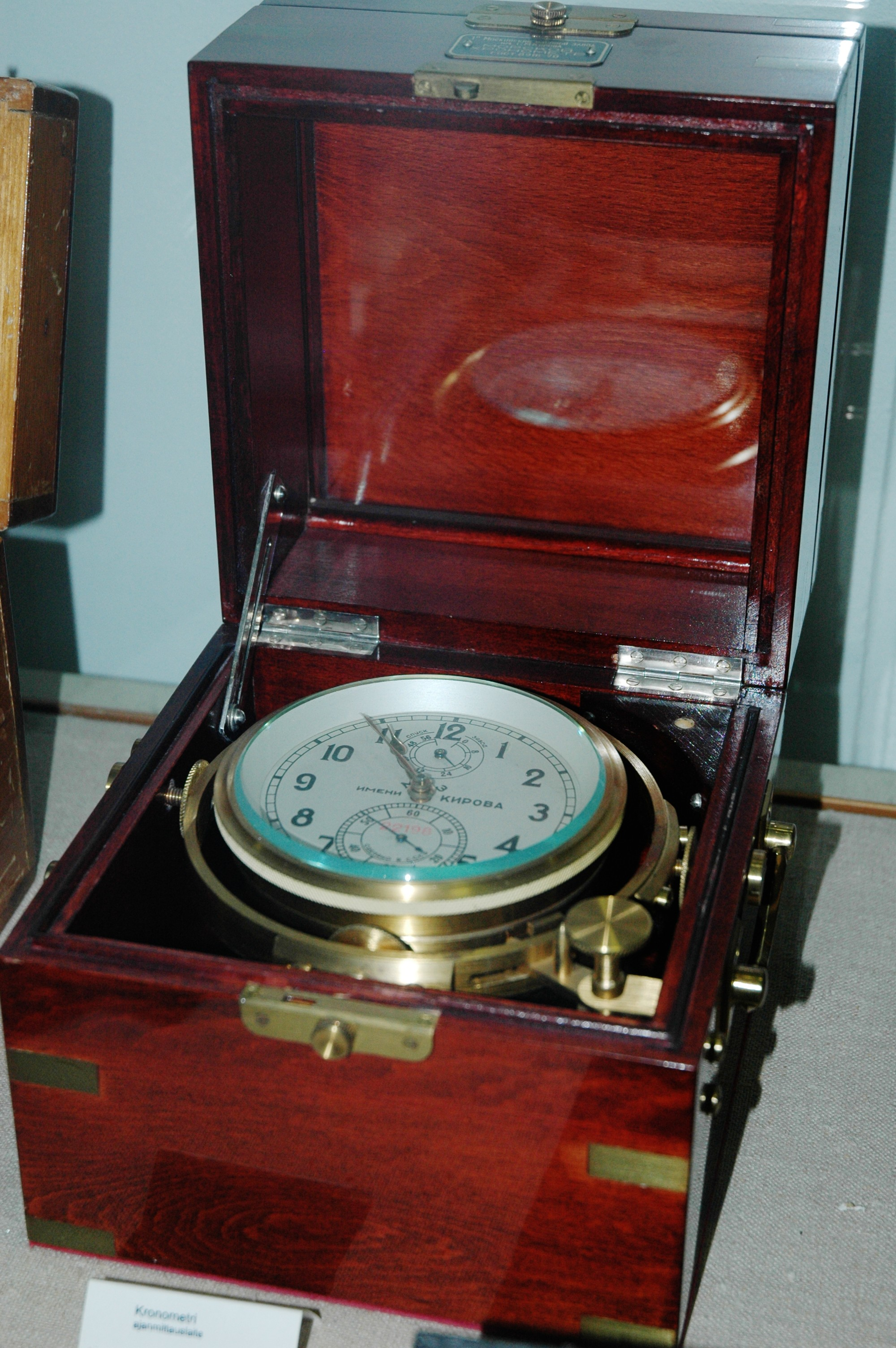
Морський хронометр 8МХ

Хроно́метр (дав.-гр. χρόνος — «час» + μέτρον — «міра») — механічний годинник з особливо точним ходом, добова похибка якого не повинна перевищувати +6/-4 сек.
Хронометр розроблений англійським столяром та винахідником Джоном Гаррісоном у 1734-68 роках і став невід'ємною річчю на морських дослідницьких кораблях. Слугував для точного визначення довготи, яку вираховували за різницею між місцевим часом астрономічного явища (схід Сонця) та часом даного астрономічного явища на довготі однієї з обсерваторій. Для зменшення впливу хитавиці хронометри на суднах встановлюють на карданних підвісах. За минулі 250 років будова хронометра майже не змінилася, переобладнали тільки технологію виробництва та замінили використовувані матеріали.